# Brigitte Guibal
Brigitte Guibal (Mende, 15 de febrero de 1971) es una deportista francesa que compitió en piragüismo en la modalidad de eslalon.
Participó en los Juegos Olímpicos de Sídney 2000, obteniendo una medalla de plata en la prueba de K1 individual. Ganó dos medallas en el Campeonato Mundial de Piragüismo en Eslalon de 1997, oro en la prueba de K1 individual y plata en K1 por equipos, y una medalla de plata en el Campeonato Europeo de Piragüismo en Eslalon de 2000.

## Palmarés internacional
| Juegos Olímpicos   | Juegos Olímpicos     | Juegos Olímpicos | Juegos Olímpicos |
| Año                | Lugar                | Medalla          | Competición      |
| ------------------ | -------------------- | ---------------- | ---------------- |
| 2000               | Sídney (Australia)   | Medalla de plata | K1 individual    |
| Campeonato Mundial |                      |                  |                  |
| Año                | Lugar                | Medalla          | Competición      |
| 1997               | Três Coroas (Brasil) | Medalla de oro   | K1 individual    |
| 1997               | Três Coroas (Brasil) | Medalla de plata | K1 por equipos   |
| Campeonato Europeo |                      |                  |                  |
| Año                | Lugar                | Medalla          | Competición      |
| 2000               | Mezzana (Italia)     | Medalla de plata | K1 individual    |